# Damm 19 (Quedlinburg)

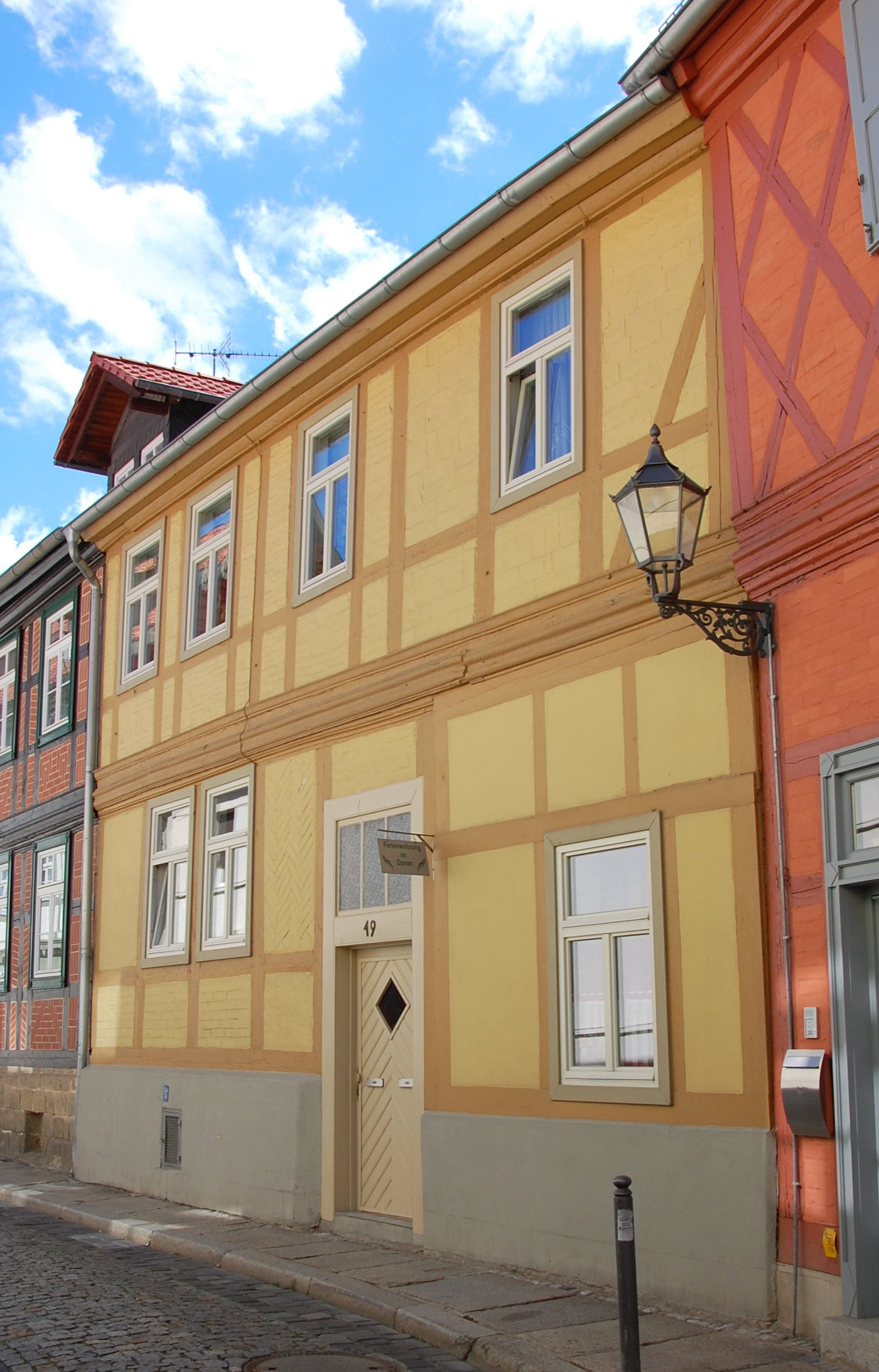
Haus Damm 19

Das Haus Damm 19 ist ein denkmalgeschütztes Gebäude in der Stadt Quedlinburg in Sachsen-Anhalt.

## Lage
Es befindet sich im nördlichen Teil der Straße Damm und gehört zum UNESCO-Weltkulturerbe. Im Quedlinburger Denkmalverzeichnis ist es als Wohnhaus eingetragen. Südlich grenzt das gleichfalls denkmalgeschützte Haus Damm 18, nördlich das Haus Damm 20 an.

## Architektur und Geschichte
Der zweigeschossige Fachwerkbau entstand in der Zeit um 1780. Das Fachwerk verfügt über eine Profilbohle. Die Gefache sind mit Zierausmauerungen versehen.